# Ngadi Chuli
Der Ngadi Chuli (oder Peak 29, auch: Dakura) ist ein Berg im Himalaya. Mit einer Höhe von 7871 m gehört er zu den 20 höchsten Gipfeln der Erde.
Der Berg liegt im zentralen Teil des asiatischen Gebirges auf nepalesischem Gebiet, in der Verwaltungszone Gandaki, etwa 120 km (Luftlinie) nordöstlich von Kathmandu und gut 20 km von der tibetischen Grenze entfernt. Der Ngadi Chuli ist Teil der Bergkette Mansiri Himal (Manaslu-Massiv), deren dritthöchsten Berg er darstellt. Er liegt knapp 10 km südöstlich des Achttausenders Manaslu. Der direkte Nachbarberg des Ngadi Chuli ist der ca. 5 km südöstlich gelegene, fast gleich hohe Himal Chuli. An den Osthängen des Siebentausenders liegt der große Lidanda-Gletscher.

## Besteigung
Der Ngadi Chuli wurde später und auch seltener bezwungen als alle Achttausender. Im Jahre 1961 unternahm eine japanische Expedition erstmals eine Erkundung des Berges. 1969 gelang es der dritten japanischen Ngadi-Chuli-Expedition, bis auf eine Höhe von 7350 m aufzusteigen. Die Erstbesteigung gelang wahrscheinlich 1970 Hiroshi Watanabe und Lhaksa Tsering. Allerdings verunglückten der japanische Bergsteiger und sein einheimischer Begleiter beim Abstieg kurz unterhalb des Gipfels tödlich und es existiert kein definitiver Beweis, dass sie vor ihrem Absturz tatsächlich den höchsten Punkt des Berges erreicht hatten. Mehrere weitere japanische Gruppen schaffen es in den folgenden Jahren nicht bis auf den Gipfel.

Der erste bestätigte Aufstieg gelang schließlich erst den polnischen Bergsteigern Ryszard Gajewski und Maciej Pawlikowski am 8. Mai 1979. Seitdem wurde bislang kein weiterer Versuch, den Ngadi Chuli zu besteigen, unternommen.

## Tourismus
Der Ngadi Chuli liegt in einem abgelegenen, touristisch kaum erschlossenen Teil Nepals – wodurch sich zu Füßen des Siebentausenders traditionelle Lebensweisen noch stärker halten konnten als anderswo. Die Manaslu-Region ist erst seit 1991 generell für ausländische Besucher geöffnet. Einige Veranstalter organisieren geführte Trekkingtouren entlang des Südhanges der Gurkha-Himal-Kette, wobei Höhen bis fast 5000 m erreicht werden und sich beeindruckende Ausblicke auf den Ngadi Chuli und seine Nachbarberge bieten.
Auch Trekkingtouren durch die angrenzende Annapurna-Region, die etwas mehr touristische Infrastruktur besitzt, bieten Ausblicke auf den Ngadi Chuli.
Der Ngadi Chuli darf, nach Einholung einer entsprechenden Genehmigung beim nepalesischen Tourismusministerium, von ausländischen Expeditionsteams (auch ohne einheimische Begleitung) bestiegen werden.